# U-Bahnhof Volksdorf
Der U-Bahnhof Volksdorf ist ein Trennungsbahnhof im nordöstlichen Teil des Hamburger U-Bahn-Netzes im namensgebenden Stadtteil Volksdorf. Das Kürzel der Station bei der Betreiber-Gesellschaft Hamburger Hochbahn lautet „VF“. Der U-Bahnhof hat täglich 13.849 Ein- und Aussteiger (Mo–Fr, 2019).

## Aufbau

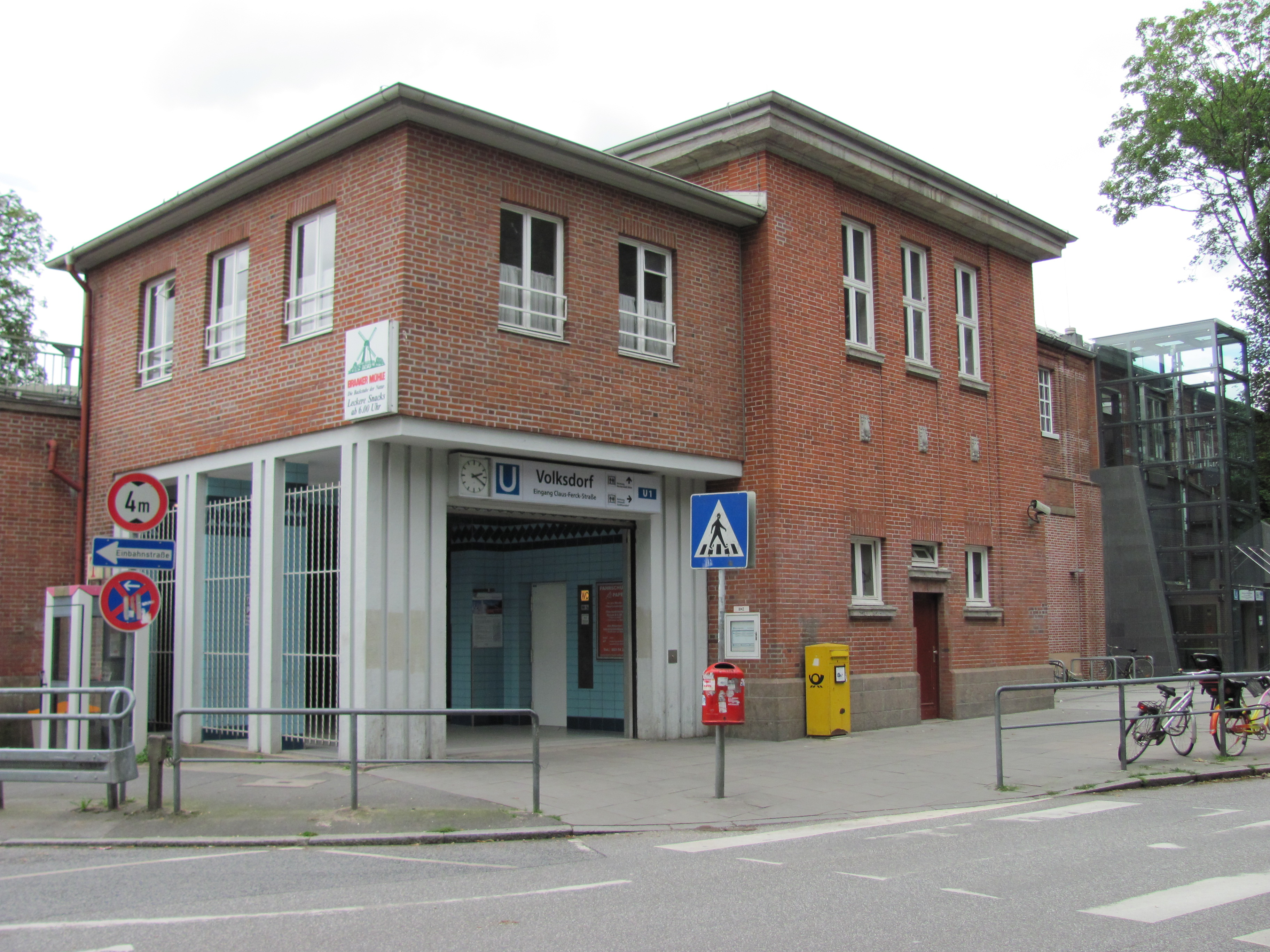
Bahnhofsgebäude, südwestlicher Teil, Entwurf: Eugen Göbel

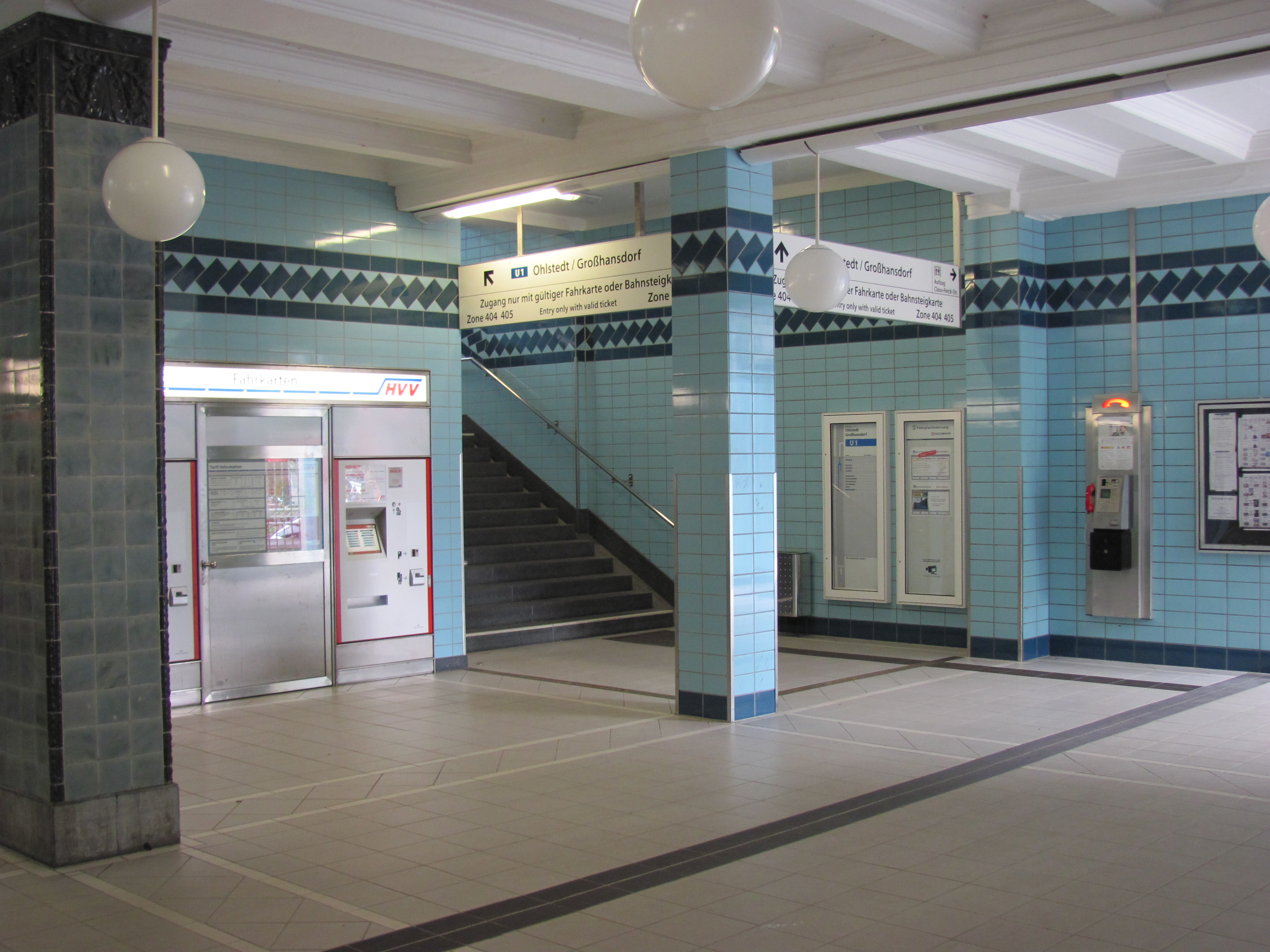
Vorhalle mit dem Treppenaufgang zum Seitenbahnsteig

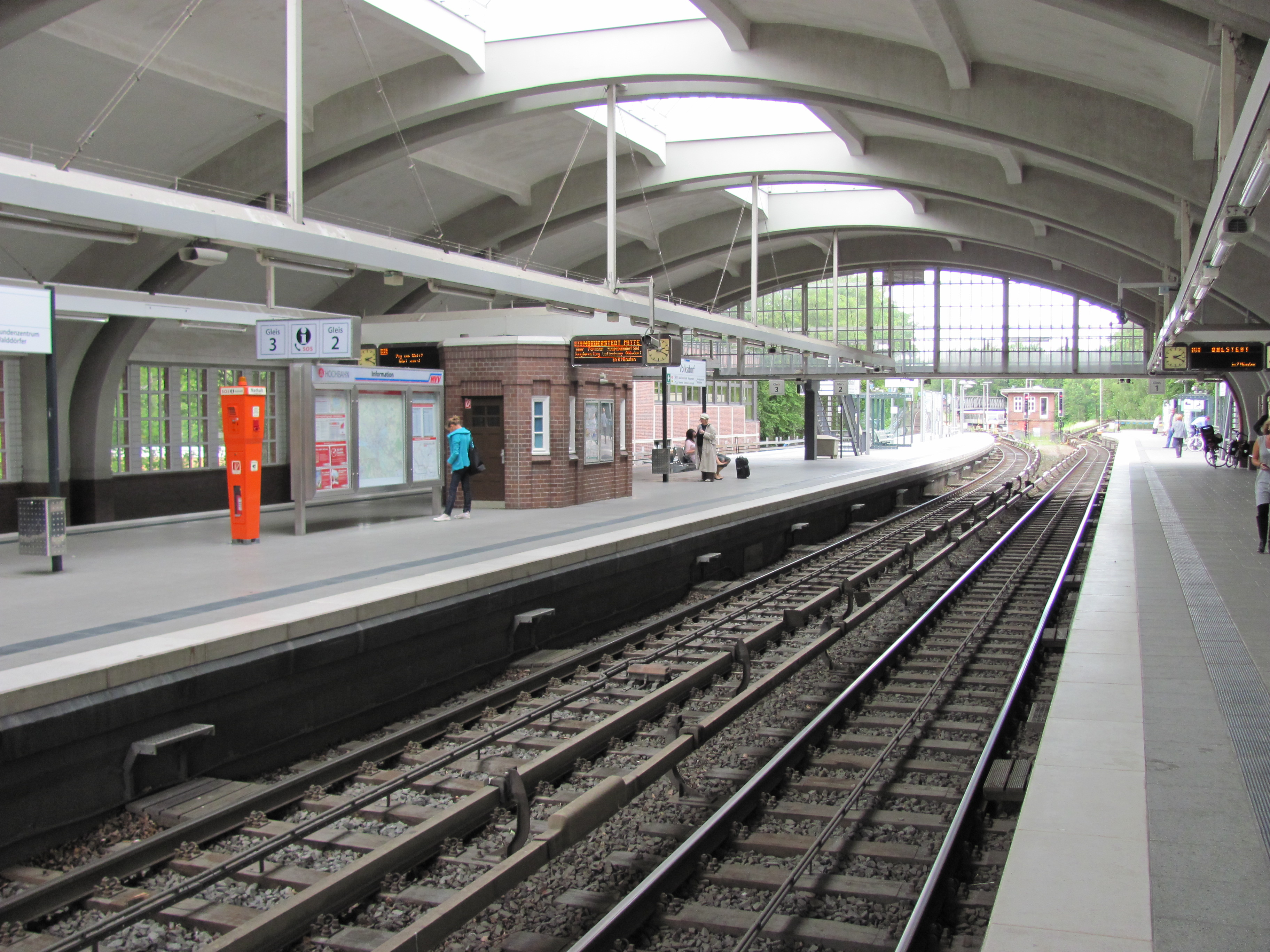
Bahnhofshalle, vom Seitenbahnsteig aus Richtung Norden gesehen

Die Haltestelle Volksdorf befindet sich direkt westlich der parallel verlaufenden Claus-Ferck-Straße im gleichnamigen Hamburger Stadtteil. Sie ist Ausgangspunkt der beiden Nordost-Äste der U1, die sich aus Richtung Innenstadt kommend hier nach Ohlstedt beziehungsweise Großhansdorf verzweigen. Der U-Bahnhof verfügt dazu über drei Gleise an zwei Bahnsteigen in Dammlage. Gleis 1 und 2 dienen dem Verkehr stadteinwärts, während das am östlich liegenden Seitenbahnsteig liegende Gleis 3 für den Betrieb stadtauswärts genutzt wird. Die drei Gleise werden überspannt von einer Bahnhofshalle. In sie führen jeweils Treppen und Aufzüge aus einer Vorhalle am südlichen Ende der Anlage. Nördlich der Bahnsteige befindet sich das Überwerfungsbauwerk, hier führt das Gleis aus Richtung Großhansdorf über die Gleise von bzw. aus Richtung Ohlstedt.
Sowohl nördlich als auch südlich des U-Bahnhofs befinden sich Kehr- bzw. Abstellgleise.
In unmittelbarer Nähe zum Bahnhof befindet sich ein P+R-Parkhaus.

## Geschichte
Der Bahnhof Volksdorf liegt an der Walddörferbahn, die die Stadt Hamburg ab 1912 in dieser Gegend parallel zu der bereits vor dem Ersten Weltkrieg gebauten Elektrischen Kleinbahn Alt-Rahlstedt–Volksdorf–Wohldorf errichten ließ. 1918 war der Bau abgeschlossen, doch fehlte zunächst (kriegsbedingt) die elektrische Ausrüstung zur Stromversorgung über die seitliche Stromschiene. Behelfsmäßig wurde am 12. September 1918 der Betrieb mit einer kleinen Dampflok aufgenommen. Diese war jedoch Kriegsbeute und musste bereits kurze Zeit später an Belgien zurückgegeben werden. Erst am 6. September 1920 konnte der elektrische Betrieb zwischen Volksdorf und Barmbek (bis zum 27. September 1946 Barmbeck) aufgenommen werden. 1921 folgte die Strecke nach Großhansdorf über Ahrensburg. 1925 folgte schließlich der Ast nach Ohlstedt, bis dahin fuhr hier noch die Kleinbahn Alt-Rahlstedt–Volksdorf–Wohldorf, die dann bis Ohlstedt zurückgezogen wurde.
1957 wurde die Zugangshalle umfassend renoviert, dabei verlor sie die einst typische Fliesenverkleidung. Bei einem weiteren Umbau zwischen 1997 und 1999 wurden viele Änderungen des ersten Umbaus rückgängig gemacht, auch eine mit den originalen Kacheln verkleidete Stütze konnte wieder freigelegt werden.

## Weitere Linien
Der U-Bahnhof Volksdorf ist verknüpft mit dem Hamburger Busnetz. An der Station bestehen Übergangsmöglichkeiten zur tangentialen Metrobuslinie 24, einer Stadtbuslinie (174) über Bergstedt nach Poppenbüttel, einer Ringlinie (375) durch den Stadtteil sowie den Nachtbussen 607 und 668.
| Linie | Verlauf |
| ----- | --- |
| U 1   | Norderstedt Mitte – Richtweg – Garstedt – Ochsenzoll – Kiwittsmoor – Langenhorn Nord – Langenhorn Markt – Fuhlsbüttel Nord – Fuhlsbüttel – Klein Borstel – Ohlsdorf – Sengelmannstraße (City Nord) – Alsterdorf – Lattenkamp (Sporthalle) – Hudtwalckerstraße – Kellinghusenstraße – Klosterstern – Hallerstraße – Stephansplatz (Oper/CCH) – Jungfernstieg – Meßberg – Steinstraße – Hauptbahnhof Süd – Lohmühlenstraße – Lübecker Straße – Wartenau – Ritterstraße – Wandsbeker Chaussee – Wandsbek Markt – Straßburger Straße – Alter Teichweg – Wandsbek-Gartenstadt – Trabrennbahn – Farmsen – Oldenfelde – Berne – Meiendorfer Weg – Volksdorf / Streckenast Ohlstedt – Buckhorn – Hoisbüttel – Ohlstedt \ Streckenast Großhansdorf – Buchenkamp – Ahrensburg West – Ahrensburg Ost – Schmalenbeck – Kiekut – Großhansdorf |